# Вероніка витончена
Вероніка блискуча, вероніка витончена (лат. Veronica polita) — однорічна трав'яна рослина, вид роду вероніка (Veronica) родини подорожникові (Plantaginaceae). 

## Морфологічна характеристика
Стебла слабкі, тонкі, лежачі, висхідні, густо облиствені, 10–25 см заввишки.
Листки на коротких черешках, округло-серцеподібні до оберненояйцеподібних, 7–9(10) мм завдовжки, 6–7 мм шириною, майже трикутні, при основі усічені, округлі або серцеподібні, товстуваті, голі або розсіяно волосисті.
Квітки по одній на довгих квітконіжках, в пазухах звичайних або трохи зменшених листків. Чашечка глибоко чотирироздільна. Віночок інтенсивно блакитний або синій, з пурпуровим зівом 5–8 мм у діаметрі, трохи довший від чашечки або рівний їй. Тичинки коротші від віночка, вигнуті.
Плід — коробочка, трохи роздута, майже округла або ниркоподібна.

## Поширення
Вид поширений у Європі, Азії, Африці, Північній та Південній Америці. В Україні зустрічається повсюдно, росте на відкритих місцях та посеред чагарників.